# Winthemia quadripustulata
Winthemia quadripustulata är en tvåvingeart som först beskrevs av Fabricius 1794.  Winthemia quadripustulata ingår i släktet Winthemia och familjen parasitflugor. Arten är reproducerande i Sverige. Inga underarter finns listade i Catalogue of Life.